# أليستير كوين
أليستير كوين (بالإنجليزية: Alistair Quinn)‏ (1 يونيو 1993 ببريزبان في أستراليا - ) هو لاعب كرة قدم أسترالي في مركز الدفاع. لعب مع نادي بريزبان رور ونادي تلستار ‏ وبريزبان سترايكرز ‏ وOlympic FC ‏ وGreater Dandenong FC ‏.

## وصلات خارجية
- أليستير كوين على موقع قاعدة بيانات كرة القدم.إي يو (الإنجليزية)
- أليستير كوين على موقع Soccerway.com (الإنجليزية)